# Ивайло Савов (боксьор)
Вижте пояснителната страница за други личности с името Ивайло Савов.
Ивайло Савов е български боксьор.

## Биография
Роден е на 25 август 1991 година във Велико Търново. Учи в СОУ „Владимир Комаров“, Велико Търново. Състезател на боксов клуб „Ивайло 99“, където тренира под ръководството на треньора Евгени Донев. Републикански шампион по бокс за кадети в категория до 70 кг на Държавното състезание по бокс, проведено в Русе през май 2007.
Боксови мача 110: победи 100, загуби 10